# Gospa od Zečeva
Gospa od Zečeva svetkovina je Majci Božjoj povezana uz najstariji hrvatski kršćanski grad Nin.
Ime svetkovine potječe od naziva istoimenog otoka Zečeva, koji se nalazi desetak kilometara sjevernije od grada Nina. Cestom se do otočića dolazi izravno preko mjesta Vrsi, koje je udaljeno od Nina svega 3 kilometra. Do samog otočića automobilom je potrebno svega nekoliko minuta ali je ustaljen običaj, da se do svetišta dolazi pješice. To je dio zavjeta kojim Ninjani i svi dobronamjernici odaju počast Majci Božjoj.
Detaljnije povijesne činjenice i kronologiju moguće je pronaći u arhivu nadbiskupije zadarske gdje su među ostalom građom pohranjene crkvene i matične knjige stare ninske biskupije koja je ukinuta 1838. g.

## Povijest
Cjelokupna priča o Gospi od Zečeva započela je još davne 1335., kada se javlja prvi pisani spomen o imenu samog otočića na kojem su živjeli redovnici.
Kroz 15. stoljeće na prostorima sjeverozapadne Dalmacije, događaju se prve najezde Turaka. To se direktno odrazilo i na funkciju grada Nina i njegovog stanovništva. Najveće navale događale su se tada od 1468. do 1500.. Godine 1493. dogodila se i krvava Krbavska bitka kojom je poraženo hrvatsko plemstvo te je nekoć slavna hrvatska zemlja spala na ostatke ostataka. Ali 1500. g. dogodilo se da su Turci bili suzbijeni u okolici Nina te su za osvetu upali na sam otočić Zečevo te poubijali redovnike i srušili kapelicu koja je tu bila sagrađena.
Kip Gospe od Zečeva, koji je ranije već tu bio postavljen u znak čašćenja, bio je odnesen. 
Ninski biskup Juraj Divnić (*~1440. - †1530.) uspio je opet sagraditi kapelu.
U susjedstvu Zečeva, postojalo je seoce Jasenovo, nedaleko od Vrsi. Ostaci su i danas vidljivi.  
U njemu je živjela Jelena Grubišić, udovica Marina. Bila je obična žena iz puka te je živjela od stočarstva i poljoprivrede. Tako je svoju stoku dovodila na ispašu do samog otočića. Za vrijeme ponovnih turskih napada početkom 16. st., Nin je nekako odolijevao osmanskoj pošasti. Udovica Jelena tada je prvi put doživjela iskustvo direktno povezano sa svetkovinom. U noći 9. travnja 1516., Jeleni se prikazao u njezinoj kući redovnik (fratar). Naredio joj je da treba poći u crkvu Gospe od Zečeva, gdje će joj biti naviješteno što ima proglasiti da se učini u Gospinu čast, kako Bog ne bi poslao bičeve svoje na kršćane.  
No Jelena je u tom trenutku mislila da joj se pričinja, te je odlučila prešutjeti taj događaj. No Božja providnost je učinila svoje. Naime, 5. svibnja 1516. ponovno se Jeleni Grubišić dogodilo ukazanje, ali ovaj put ne od strane fratra, nego joj se ukazala sama Gospa na otoku s porukom: "Ja sam ostavila potpuno proštenje grijeha u crkvi na Zečevu svakog ponedjeljka. Ali zato valja postiti jedan ponedjeljak o kruhu i vodi i činiti reči misu u crkvi sv. Jakova, u kojoj mi je drago, da me štuju, kao u crkvi u Zečevu." Jelena je odlučila prekinuti zavjet šutnje te je otišla do Nina i sve rekla biskupu Divniću. Nekim čudom (ne zna se kako) kip se vratio na otočić, u kapelu koju je biskup dao obnoviti. 
Krajem 16. stoljeća nastupila su još teža vremena za Nin. Za vrijeme Ciparskog rata 1570., Nin je spaljen. Kip je ponovo nestao, ali do 1587. kip je prenesen u Nin.
Za vrijeme Kandijskog rata (1645. – 1669.), Nin je ponovno spaljen te su 16. travnja 1646., moći iz Nina prebačene u Zadar. Nadbiskupska crkva u Ninu bila je srušena. Do 1673. crkva je obnovljena te se moći iz Zadra vraćaju u Nin. Od 1674. Ninjani i ostali puk časte Gospu poznatiju kao i Gospa od Zečeva, kao znak zahvale što se Nin i narod ninskog kraja spasio od turskih navala.
U današnjem vremenu, Ninjani i gosti časte Gospu od Zečeva svake godine drugog ponedjeljka u svibnju.
Svetkovina se otvara misnim slavljima u nedjelju, a u ponedjeljak se tradicionalno ide na sam otočić. 
Ninjani najčešće odlaze brodićima (kaićima) preko ninske vale te se kip Majke Božje prevozi u malo većoj brodici.

## Vanjske poveznice
- Gospa od Zečeva  Arhivirana inačica izvorne stranice od 8. rujna 2008. (Wayback Machine)
- Povijesni zapisi o čudotvornom ukazanju Blažene Djevice Marije  Arhivirana inačica izvorne stranice od 21. studenoga 2008. (Wayback Machine)
- Narodni list  Arhivirana inačica izvorne stranice od 22. svibnja 2011. (Wayback Machine) Hodočašće Gospi od Zečeva
- Zadarski list  Arhivirana inačica izvorne stranice od 16. rujna 2011. (Wayback Machine) U Ninu proslavljena Gospa od Zečeva